# Heterochroma bellona
Heterochroma bellona är en fjärilsart som beskrevs av Felder 1874. Heterochroma bellona ingår i släktet Heterochroma och familjen nattflyn. Inga underarter finns listade i Catalogue of Life.